# Hohokum
Hohokum es un videojuego artístico de 2014 desarrollado por Honeyslug y publicado por Sony Computer Entertainment para PlayStation 3, PlayStation 4 y PlayStation Vita. El jugador controla a una criatura parecida a una serpiente para explorar 17 mundos fantásticos sin objetivos establecidos. Los desarrolladores, que comenzaron el desarrollo en 2008, compararon el concepto con volar una cometa y se inspiraron en los museos gratuitos de Londres, Portmeirion y varias culturas indígenas. Salió a la venta el 12 de agosto de 2014 y cuenta con una banda sonora de artistas de Ghostly International. El juego recibió "críticas generalmente favorables", según el agregador de puntuaciones de videojuegos Metacritic. Los críticos apreciaron la presentación del juego, incluyendo su arte y música, pero consideraron que la jugabilidad se volvía monótona hacia el final y que los objetivos eran demasiado vagos.

## Juego
El personaje del jugador es una criatura serpiente multicolor llamada "Long Mover" que se desliza por los caprichosos mundos del juego con objetivos sueltos. No hay una forma correcta de jugar al juego, que fue diseñado para ser disfrutado sin perseguir necesariamente objetivos. No es lineal y no tiene puntuación, límite de tiempo ni tutorial. El desarrollador describió el juego como una forma de "relajarse en un espacio y simplemente disfrutar de la experiencia y la música, en lugar de intentar completarlo para progresar", y un avance de IGN dijo que "simplemente se trata de la belleza de la exploración". Jeremy Parish, de USgamer, escribió que los retos del juego consistían en distinguir los objetos interactivos del entorno y luego averiguar la función de esos objetos interactivos. Por ejemplo, una bola parecida a un diente de león libera sus esporas al rodearla, pero el jugador tiene que seguir las esporas flotantes para darse cuenta de que otros aldeanos las utilizan como vehículo. El juego se comunica con señales visuales y sonoras, y utiliza pocos de los botones estándar del mando: dos botones ralentizan o aceleran el Long Mover, y los gatillos hacen que se mueva para impulsarse. El Long Mover cambia de color según la dirección a la que se dirija, y la barra luminosa del DualShock 4 se adapta al color.
El juego no tiene una historia explícita, pero tiene una línea narrativa que conecta los distintos mundos. Hay 17 mundos, cada uno con personajes únicos, un único objetivo principal y actividades secundarias. En "Iluminación de lámparas", el jugador activa luces mientras vuela entre siluetas, y cada luz añade una nueva capa de música. El jugador vuela a través de una serie de círculos que cambian de color para acceder al siguiente mundo. En Sponge Land, un mundo submarino, el jugador recoge peces para nadar junto al Long Mover. El jugador puede recoger semillas en la Aldea de las Cometas. Otro nivel permite al jugador crear formas en el cielo volando junto a las estrellas. Los mundos se presentan en colores planos sin contornos, y todos los mundos se desbloquean desde el principio del juego. Los créditos ruedan una vez que se libera una serpiente multicolor oculta en cada nivel.

## Desarrollo

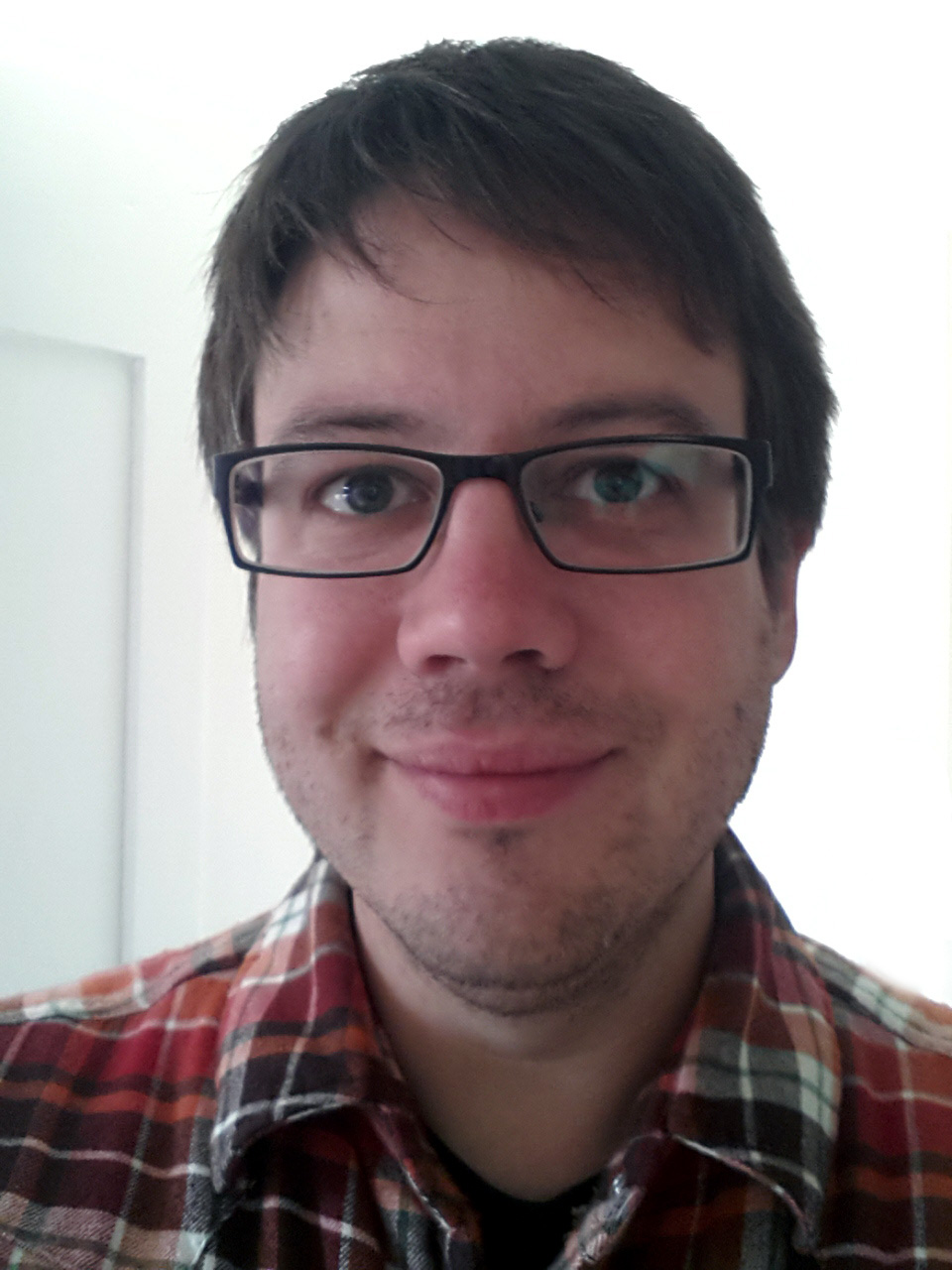
Ricky Haggett, promotor de Hohokum

Hohokum es un juego artístico desarrollado por el desarrollador de juegos británico Honeyslug en colaboración con el artista Richard Hogg y Santa Monica Studio a partir de 2008. Hogg y Ricky Haggett, de Honeyslug, se conocieron a través de una conexión musical. Los dos hablaron de hacer un juego y empezaron a colaborar cuando Hogg envió imágenes a Haggett, que estaba experimentando con Adobe Flash. Hicieron un prototipo de un juego de arriba abajo similar a Flow, así como un juego de plataformas con un jetpack y un juego de minigolf. Su primera colaboración formal fue una entrada para el evento Gamma de Kokoromi en Montreal. Las primeras ideas de juego del equipo para Hohokum eran sobre carreras, que se convirtieron en la idea de una "cometa acrobática". Querían hacer un juego con las limitaciones y la satisfacción de volar una cometa en el que estuvieran ausentes los objetivos convencionales de los videojuegos: no recibir órdenes, evitar el fracaso o ser desafiado para avanzar. La jugabilidad se diseñó para fomentar el juego expresivo y la experimentación como "un patio de recreo, un lugar por el que deambular". El diseñador principal de juegos externos de Santa Monica Studio, Seth Killian, describió la naturaleza de ese mundo como "una sensación y un estado de ánimo, un espacio mental". Las primeras piezas del juego eran abstractas, y el desarrollo se fue haciendo figurativo, con personas y edificios. En la preproducción, Richard Hogg y Ricky Haggett fueron a museos londinenses gratuitos, como el Museo Marítimo Nacional, el Museo de Historia Natural o el Museo Imperial de la Guerra, que inspiraron contenidos en el juego como las antiguas tumbas egipcias. El nivel "Fun Fair" del juego se basó en Portmeiron, en el norte de Gales, y también se inspiraron en los trajes festivos del pueblo selknam del sur de Argentina.
Honeyslug y Hogg presentaron el juego en el Eurogamer Indie Showcase y en el Independent Games Festival a mediados de 2010 y pasaron dos semanas puliendo un borrador. Luego dejaron el juego en suspenso durante un año a partir de 2011 mientras desarrollaban otro juego, Frobisher Says. Digital Trends describió el otro juego como el que contiene "el ADN de la visión artística de Hogg para Hohokum". Hogg describió la relación de trabajo del equipo como informal y su toma de decisiones como totalmente colaborativa, sobre todo en la sensación del mundo del juego. Por ejemplo, Hogg entregaba dibujos no planificados a Haggett, que incorporaba el arte al juego, o Haggett imaginaba algo y le pedía que lo hiciera "bonito". Hogg no se implicaba tanto en el "meollo de la jugabilidad y la mecánica de los puzles" debido a sus habilidades. Su interés por las metáforas mixtas y por hacer que lo familiar parezca desconocido es una de las filosofías que guían el juego. El nombre de la serpiente Long Mover es una referencia a una serpiente en un sketch del grupo cómico británico The Mighty Boosh. Se eligió a propósito para que fuera más ambiguo que una criatura específica y existente, y para que tuviera connotaciones míticas. El título del juego se basa en un error ortográfico de la cultura arqueológica Hohokam del suroeste americano .
Honeyslug elaboró una lista de reproducción en Spotify de entre 30 y 40 pistas de música ideal para el juego, que incluía temas de artistas firmados por el sello discográfico indie Ghostly International. Santa Monica Studio aprovechó sus contactos personales con el sello para coordinar una colaboración. La banda sonora de Ghostly está compuesta en parte por temas con licencia y en parte por composiciones originales. La música se divide en capas y se manipula con el juego. Honeyslug también se asoció con Santa Monica Studio para ser el editor y codesarrollador del juego.
El juego salió a la venta para PlayStation 3, PlayStation 4 y PlayStation Vita el 12 de agosto de 2014 en Norteamérica, y un día después en Europa y Japón. La versión de Vita utiliza su pantalla táctil, y la de PlayStation 4 el touchpad de su mando. En lugar de integrar las entonces nuevas características del mando DualShock 4 de PlayStation 4, el equipo buscó mantener los controles simples para seguir centrándose en la "elegancia" del Long Mover. Hohokum fue un título gratuito de PlayStation Plus para los suscriptores durante mayo de 2015. Honeyslug se disolvió a finales de 2015 para que sus miembros emprendieran carreras en solitario.

## Recepción
Jordan Devore, de Destructoid, calificó a Hohokum como el "juego más relajante" del E3 2013, y uno de sus favoritos de la feria. Polygon seleccionó el juego como una elección del editor del E3 2013. Jeremy Parish, de USgamer, pensó que el juego era el título más intrigante de PlayStation 4 en el Tokyo Game Show 2013 y elogió a Sony por destacar el juego "decididamente artístico" junto a los títulos de lanzamiento de la consola. Comparó el juego con un rompecabezas poco estresante en la misma línea de diseño que Flower y Pixeljunk. Kotaku calificó el juego como "el más confuso" del E3 2013 y "el más extraño" de la PlayStation 4.
 
El juego recibió "críticas generalmente favorables", según el agregador de puntuaciones de videojuegos Metacritic. Los críticos apreciaron la presentación del juego, incluyendo su arte y música, pero consideraron que la jugabilidad se volvía monótona hacia el final y que los objetivos eran demasiado vagos. Varios críticos también consideraron que el juego sería un buen protector de pantalla.
Matt Helgeson, de Game Informer, pensó que el juego "carecía de profundidad" y lo consideró una prueba de cómo "los juegos que llevan su estética indie en la manga" pueden, como los juegos AAA , ser "todo flash y nada de sustancia". Citó los efectos visuales "extraños, ... coloridos y encantadores" del juego, la banda sonora "de buen gusto" y "de moda" de Ghostly International, y la jugabilidad experimental como características de la estética indie, y escribió que, a pesar de su "capricho" y "rareza", el juego no parecía "tener sentido". Deseó que el juego fuera más estructurado o experimental. Philip Kollar, de Polygon, también opinó que el juego era "bonito pero superficial".
Matt Whittaker, de Hardcore Gamer, describió el estilo artístico como un cruce entre Yo Gabba Gabba! y Sound Shapes y escribió que estaba diseñado para una "sobrecarga sensorial y una hipnotizante falta de sustancia" simultáneas. Dijo que el juego era "demasiado extraño y extravagante" para ser "precioso", pero que por lo demás era hermoso. Josiah Renaudin, de GameSpot, también apreció su creatividad. Whittaker también alabó la banda sonora como una de las mejores partes del juego, y la consideró una de las mejores bandas sonoras del año. En su opinión, el juego no logró la transición "del patio de recreo al parque de atracciones". Aunque Hohokum le pareció divertido y relajante, pensó que le faltaba el elemento especial que distinguía a Flower, Journey y Proteus de las "experiencias ambiguas con mucho arte". Helgeson, de Game Informer, dijo que el juego era más convencional de lo que esperaba, con una resolución de puzles "simple y poco creativa" y una batalla contra un jefe elefante.